# 波号第二百十五潜水艦
波号第二百十五潜水艦（はごうだいにひゃくじゅうごせんすいかん）は、日本海軍の未成潜水艦。波二百一型潜水艦の15番艦。戦後海没処分された。

## 艦歴
マル戦計画の潜水艦小、第4911号艦型の15番艦、仮称艦名第4925号艦として計画。1945年5月22日、佐世保海軍工廠で起工。
6月7日、波号第二百十五潜水艦と命名されて波二百一型潜水艦の15番艦に定められ、本籍を佐世保鎮守府と仮定。15日進水し、本籍を佐世保鎮守府に定められる。17日、艤装員事務所を佐世保海軍工廠内に設置し事務を開始。
終戦時未成。8月17日、工事中止が発令され工程95%で工事中止。
1946年4月5日、向後崎西方沖でアメリカ海軍により海没処分された。

## 艤装員長
1. 稲葉天洋 大尉：1945年6月15日 - 1945年8月15日